# Saboia (Odemira)
Saboia (pré-AO 1990: Sabóia) é uma povoação portuguesa sede da Freguesia de Saboia do Município de Odemira, freguesia com 155,80 km² de área e 922 habitantes (censo de 2021), tendo, por isso, uma densidade populacional de 5,9 hab./km².

## Geografia
Situada no interior sul do Município de Odemira, na margem esquerda do rio Mira, entre Odemira e Monchique, distando 25 km da sua sede de município. A sua paisagem é essencialmente serrana. É também uma das freguesias antigas do Município de Odemira.

## Demografia
Nota: Com lugares desta freguesia foi criada, pela Lei n.º 82/89, de 30 de agosto, a freguesia de Luzianes-Gare.
A população registada nos censos foi:
| Distribuição da População por Grupos Etários | Distribuição da População por Grupos Etários | Distribuição da População por Grupos Etários | Distribuição da População por Grupos Etários | Distribuição da População por Grupos Etários |
| -------------------------------------------- | -------------------------------------------- | -------------------------------------------- | -------------------------------------------- | -------------------------------------------- |
| Ano                                          | 0-14 Anos                                    | 15-24 Anos                                   | 25-64 Anos                                   | > 65 Anos                                    |
| 2001                                         | 133                                          | 120                                          | 598                                          | 493                                          |
| 2011                                         | 91                                           | 83                                           | 506                                          | 472                                          |
| 2021                                         | 58                                           | 61                                           | 414                                          | 389                                          |

## Fronteiras e acessos

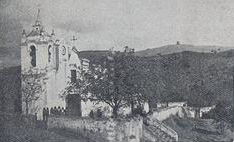
Fotografia da Igreja Paroquial de Sabóia, publicada na obra Album Alentejano, em 1931.

- Norte: Freguesia de Luzianes-Gare e Freguesia de Santa Maria
- Este: Freguesia de Santa Clara-A-Velha e Freguesia de Pereiras-Gare
- Oeste: Freguesia de Boavista dos Pinheiros e Freguesia de São Teotónio
- Sul: Município de Monchique (Algarve)
- De Lisboa (ver mapa)
- De Faro (ver mapa)

## História
O nome de Saboia é referido no foral de 28 de março de 1256, concedido por D. Afonso III a Odemira.
O seu povoamento é pelo menos anterior ao período da reconquista, dado que o nome de Saboia é um dos mais antigos do concelho e aparece citado no foral de 28 de março de 1256, concedido por D. Afonso III a Odemira, muito semelhante ao de Beja, o qual foi renovado e ampliado pelo monarca D. Manuel a 5 de setembro de 1510.
Aquele primeiro foral apresentava uma cláusula fundamental que claramente evidenciava o objectivo da coroa em fixar a população naquele território, e, no caso concreto, em Saboia: os vizinhos de Odemira, mediante o pagamento de certa quantia por finta, gozavam do privilégio de, entre si, usarem livremente as águas e as pastagens.
Na época de D. Afonso III, a reconquista havia terminado, e os privilégios de que anteriormente a Ordem de Santiago gozava, naquele momento, estavam colocados em segundo plano, interessando sobretudo ao monarca – organizar, povoar e, simultaneamente promover a centralização do poder real.
A exploração florestal, ainda hoje uma importante atividade económica da freguesia, teria tido um significado considerável para Saboia, e também para todo o concelho de Odemira, sobretudo no período das Descobertas.
Embora a documentação não registe claramente a concessão de privilégios a Saboia relativamente ao incremento, nomeadamente, da exploração florestal, a história vem revelar, que uma das preocupações fundamentais do monarca D. Manuel era isentar a população de Odemira do pagamento dos montados, concedendo-lhe liberdade para cortar a madeira que fosse necessária.
Tinha por objetivo, não só facilitar o modo de vida às populações, de forma a que estas não abandonassem aquele território, mas também estimular a produção de madeira, essencial à execução das embarcações que circulavam na bacia do rio Mira. Assegurar a navegabilidade desse local, foi desde sempre uma preocupação régia.
Na madrugada de 5 para 6 de Novembro de 2006 registaram-se inundações no Alentejo, com especial impacte em Saboia. Aqui o nível das águas subiu dois metros, matando gado, arrasando culturas, arrastando maquinaria agrícola e derrubando telhados.

## Património edificado
- Capela da Boeira
- Cemitério de Sabóia
- Cerro do Castelo dos Moiros
- Fábrica de Moagem de Sabóia
- Igreja Paroquial de Sabóia
- Moinho de água da Bunheira
- Moinho de água de Vale das Hastes
- Moinho de vento do Avejão (I e II)
- Moinho de vento de Cerro Janeiro
- Moinho de vento de Eira do Malhão
- Moinho de vento da Foz do Rosal
- Moinho de vento do Rochal
- Moinho de vento de Vale Touriz

## Localidades
Além da sede, a Freguesia de Saboia engloba as seguintes localidades:
- Nave Redonda
- Corte Sevilha
- Moitinhas
- Vale Touriz
- Portela da Fonte Santa

## Educação
Escolas:
- Agrupamento de Saboia (Escola EB 2,3 de Saboia)
- Escola do 1.º Ciclo de Ensino Básico de Saboia
- Jardim de Infância de Saboia

## Desporto, Cultura e Recreio
- Sabóia Atlético Clube
- Associação Desportiva de Caçadores e Pescadores de Sabóia
- Grupo Motard Javardos do Mira Saboia
- Associação Caçadores Boeira
- "O Beira Serra" Grupo Desportivo, Cultural e Recreativo Naverredondense - Nave Redonda
- Clube de Caça e Pesca "Os Matilheiros" - Nave Redonda